# Ferenc
A Ferenc az olasz Francesco név latinosított Franciscus formájából származik, jelentése: francia. Eredetileg Assisi Szent Ferenc gyerekkori beceneve, melyet azért kapott, mert anyja francia származású volt.  Női párja: Franciska.

## Gyakorisága
A Ferenc név nemcsak Magyarországon, de más országokban is már a 13. századtól népszerű név volt. A 16. században a 6., a 18. században a 8., a 19. században Budapesten a 3. leggyakoribb név volt. 1967-ben országosan a 9. helyen állt, a 80-as években pedig a 16. helyen. 
Az 1990-es években is még igen gyakori név, a 2000-es évek elején a 41-51. leggyakoribb férfinév.

## Névnapok
- január 24.[2]
- január 29.[2]
- április 2.[2]
- május 11.[2]
- június 4.[2]
- június 16.[2]
- július 14.[2]
- október 4.[2]
- október 10.[2]
- december 3.[2]

Sok helyen az október 4-ei Ferenc-nap jelzi a szüret kezdetét, előző nap a szőlőhegyen kanászostor durrogtatásával űzték el a gonosz szellemeket.
Egyes helyeken ferenchetében a kotlóst fészekbe ültették, a gazdaasszonyok pedig nyírfaágakat tettek a fészekbe, hogy a kiscsirkék el ne pusztuljanak.

## Híres Ferencek
„Ferenc” utónevű személyek szócikkeinek listája a Wikidata alapján

### Magyarok
- Aschermann Ferenc honvéd ezredes
- Ács Ferenc festőművész
- Badiny Jós Ferenc sumerológus, őstörténet-kutató
- Balázs „Fecó” Ferenc énekes, dalszövegíró
- Bartis Ferenc író, az Összmagyar Testület elnöke
- Batthyány Ferenc horvát bán
- Bálint Ferenc grafikus
- Bálint Ferenc humorista
- Bánhalmi Ferenc atléta, rövidtávfutó, sportvezető
- Bene Ferenc válogatott labdarúgó
- Benedek Ferenc öttusázó, edző
- Berényi Ferenc festőművész
- Bessenyei Ferenc,  a Nemzet Színésze
- Chiovini Ferenc festőművész
- Csomafáy Ferenc újságíró, fotográfus
- Dávid Ferenc unitárius teológus, püspök, szuperintendens
- Deák Ferenc politikus, országgyűlési követ, igazságügy-miniszter „A haza bölcse”
- Demjén Ferenc basszusgitáros, énekes, zeneszerző, szövegíró
- Erdei Ferenc szociográfus, politikus
- Erkel Ferenc zeneszerző, karmester és zongoraművész
- Farkas Ferenc zeneszerző
- Fejtő Ferenc író, újságíró
- Frangepán Ferenc megyés püspök, diplomata
- Frangepán Ferenc horvát bán
- Frangepán Ferenc Kristóf a Wesselényi-összeesküvésben való szerepe miatt kivégzett főúr
- Fricsay Ferenc karmester
- Friedrich Ferenc vívómester
- Friedrich Ferenc Munkácsy-díjas szobrászművész
- Gaál Ferenc zeneszerző
- Gerencsér Ferenc cimbalomművész
- Glatz Ferenc történész, az MTA volt elnöke
- Gyulai Ferenc gróf, császári és királyi táborszernagy, osztrák hadügyminiszter
- Gyurcsány Ferenc Magyarország miniszterelnöke (2004-2009), a Demokratikus Koalíció elnöke
- Hammang Ferenc olimpiai bronzérmes, világbajnok kardvívó
- Harrer Ferenc
- Hatlaczky Ferenc olimpiai ezüstérmes, világbajnok kajakozó, építészmérnök
- Ilyés Ferenc kézilabdázó
- Juhász Ferenc
- Juhász Ferenc politikus, miniszter
- Kállai Ferenc színművész
- Karinthy Ferenc író
- Kazinczy Ferenc író, költő, a nyelvújítás vezéralakja
- Kemény Ferenc NOB és MOB alapító tag, sportszervező, pedagógus, az első Magyar Pedagógiai Lexikon főszerkesztője
- Keserű Ferenc olimpiai bajnok vízilabdázó
- Kiss Ferenc Kossuth-díjas orvosprofesszor
- Kiss Ferenc birkózó
- Kocsis Ferenc olimpiai bajnok birkózó
- Konrád Ferenc olimpiai bajnok vízilabdázó
- Kovács Ferenc kétszeres Munkácsy-díjas szobrászművész
- Kósa Ferenc filmrendező, a Magyar Művészeti Akadémia tagja, országgyűlési képviselő, MSZP-s politikus
- Kölcsey Ferenc költő, kritikus, politikus
- Kőhalmi Ferenc tanár, szerkesztő, filmesztéta, filmfőigazgató
- Kőházy Ferenc magyar underground hiphop előadó, hangmérnök
- Liszt Ferenc zeneszerző, zongoraművész
- Mádl Ferenc jogász, volt köztársasági elnök, az MTA tagja
- Mező Ferenc pedagógus, sportörténész, szellemi olimpiai bajnok, a MOB alelnöke, a NOB tagja
- Molnár Ferenc író
- Molnár Ferenc (Caramel) – a Megasztár második szériájának győztese
- Móra Ferenc író, újságíró, muzeológus
- Nagy Ferenc jogász, jogtudós, akadémikus, tanszékvezető egyetemi tanár
- Nagy Ferenc politikus, képviselő, az első szabadon választott nemzetgyűlés elnöke, majd miniszterelnök
- Nagy „Feró” Ferenc magyar rockénekes, rádiós műsorvezető, amatőrszínész
- Paragi Ferenc atléta, világcsúcsot javító gerelyhajító
- Pápai Páriz Ferenc az orvoslás és a filozófia doktora, heraldikus, tanár
- Pulszky Ferenc politikus, régész, műgyűjtő, akadémikus
- Puskás Ferenc labdarúgó
- Puskás Ferenc, az első fővárosi telefonközpont létrehozója és első igazgatója
- I. Rákóczi Ferenc fejedelem
- II. Rákóczi Ferenc fejedelem
- Sidó Ferenc kilencszeres világbajnok asztaliteniszező
- Somogyi Ferenc irodalom- és jogtörténész, országgyűlési képviselő
- Somogyi Ferenc diplomata, miniszter
- Soós Ferenc négyszeres világbajnok asztaliteniszező
- Szabadváry Ferenc kémikus, az MTA tagja
- Szálasi Ferenc, a hungaristák vezére, „nemzetvezető”
- Szaniszló Ferenc újságíró, riporter
- Szekeres Ferenc maratoni futó
- Széchényi Ferenc gróf, a Nemzeti Könyvtár és a Nemzeti Múzeum alapítója
- Temesi Ferenc író
- Toldy Ferenc irodalomtörténész, kritikus, egyetemi tanár, az MTA tagja
- Vadász Ferenc szólógitáros, az Old Boys zenekar alapító tagja
- Verseghy Ferenc költő, műfordító, irodalomszervező, nyelvész
- Vida Ferenc a Nagy Imre-per „vérbírája”
- Vigyázó Ferenc jogász, politikus, gróf, a felsőház tagja, az MTA legnagyobb örökséggel gazdagítója
- Zenthe Ferenc, a Nemzet Színésze

| - Ferenc pápa - Franz Deym császári és királyi altábornagy - Franz Eybl osztrák festőművész - Franz Conrad von Hötzendorf vezérezredes, vezérkari főnök - Franz Innerhofer író - Francis Jammes költő - Franz Kafka író - Francois de Malherbe költő - Francois Mauriac író - Francesco Petrarca költő - Frank Rijkaard labdarúgó - Franz Sacher osztrák cukrász - Franz von Schlik császári-királyi lovassági tábornok - Franz Schubert zeneszerző - Frank Sinatra énekes - Francois Villon költő - Franz Wyss császári és királyi vezérőrnagy - Frank Zappa amerikai gitáros, énekes, zeneszerző - Franz von Liszt német jogász, jogfilozófus | - Assisi Szent Ferenc a név első viselője és a ferences rend megalapítója - Paolai Szent Ferenc remete, a minimi ("legkisebbek") rendjének alapítója - Xavéri Szent Ferenc navarrai jezsuita szerzetes, misszionárius - Szalézi Szent Ferenc savoyai pap, teológus, Genf püspöke, a Vizitációs apácarend megalapítója - De Geronimo Szent Ferenc jezsuita, pap |

## Egyéb Ferencek

### Vezetéknévként
A Ferenc, és különféle változatai családnévként is ismertek, melyek közül a leggyakoribbak a Ferenc, Ferencz, Ferenci, Ferenczi, Ferenczy, Ferencsik, Ferentzy, Ferencei, Feri, Ferkó.
Gyakoriak az idegen nyelvi változatokból kialakult családnevek is: Ferkovics, Ferenczik, Frankó, Frankel, Frank, Franek, Frankovics, Franyó.

### Földrajzi névként
- Ferenczi, település a régi Zágráb vármegyében
- Ferenc József-föld, egy szigetcsoport a Jeges-tengerben
- Ferencszállás, Csongrád-Csanád vármegyei település
- Ferenc-csatorna, a Dunát és a Tiszát összekötő csatorna Bácskában
- Ferenc-hegy, a Budai-hegység része Budapesten
- Ferenc-halom, Budán található domb a János-hegytől északkeletre
- Ferihegy, a budapesti repülőtérnek otthont adó terület neve
- Ferencbánya, Ferencfalva település Romániában
- Ferencváros, Budapest városrésze
- San Francisco, amerikai város

### A népnyelvben
- nyelvtörő: Faragó Ferkó fafokost faragott fafaragó fejszével[3]
- ferkótánc: Udvarhely környékén a gyors férfitáncot, csűrdöngölőt hívják így[3]
- ferkóolaj: a szíjgyártó szakmában használt olaj[3]
- kakukkferkó a neve a hallgatag embernek a Kiskunság egyes részein[3]
- ángyánferkó a neve az ügyetlen, gyámoltalan embernek a Kiskunság egyes területein[3]

### Egyéb
- ferences rend, Assissi Szent Ferenc által alapított szerzetesrend
- Ferenc József-rend